# Bill Gosper
Ralph William Gosper mlajši, znan kot Bill Gosper, ameriški matematik, programer in heker, * 1943, Pennsauken, New Jersey,  ZDA.
Gosper skupaj s programerjem Greenblattom velja za ustanovitelja hekerskega občestva in ga zelo cenijo med poznavalci programskega jezika Lisp. Znan je tudi po svojem delu o razvoju realnih števil v verižne ulomke in po svojem algoritmu za iskanje sklenjenih oblik hipergeometričnih enakosti.

## Življenje in delo
Študirati je začel leta 1961 na MIT, kjer je leta 1965 diplomiral. V drugem letniku se je prek predavanj o programiranju pri McCarthyju vključil v delo raziskovalnega laboratorija MIT AI Lab. Na področje računske matematike je prispeval dokument HAKMEM in narečje Lispa MIT Maclisp. Na MIT je tudi veliko prispeval k programu za simbolno računanje Macsyma. Kasneje je delal za podjetji Symbolics in Macsyma, Inc. o zelo izboljšanih komercialnih različicah.  
Kmalu po tem, ko je Conway predstavil svojo igro življenja, se je Gosper začel zelo zanimati za to vrsto dvorazsežnega celičnega avtomata. Conway je postavil domnevo o obstoju neskončnokrat rastočih vzorcev in ponudil nagrado za kakšen primer. Gosper je prvi našel takšen vzorec (Gosperjev top) in prejel nagrado. Gosperjev top je hkrati tudi do sedaj najmanjši najdeni top. Gosper je razvil tudi algoritem, ki lahko zelo pospeši računanje vzorce igre življenja.
Gosper se je v 1970. preselil v Kalifornijo, kjer je tri leta na Univerzi Stanford poučeval in pomagal Knuthu pisati drugi del knjige Umetnost računalniškega programiranja (The Art of Computer Programming).
Vse od tedaj je delal ali sodeloval s podjetji in raziskovalnimi središči kot so:Xerox PARC, Symbolics, Wolfram Research, Lawrence Livermore Laboratory in Macsyma Inc.